# إدوارد شامبلن
إدوارد شامبلن (بالإنجليزية: Edward Champlin)‏ هو مؤرخ وكاتب أمريكي، ولد في 3 يونيو 1948.